# Elias Antônio Pacheco e Chaves
Elias Antônio Pacheco e Chaves (Itu, 28 de mayo de 1842 - São Paulo, 14 de abril de 1903), conocido como Elias Chaves, fue un empresario, caficultor y político brasileño que llegó a asumir cargos como diputado general e, interinamente, presidente de la Provincia de São Paulo.
Licenciado en derecho por la Facultad del Largo São Francisco de la Universidad de São Paulo, fue hijo de Miguel Francisco Bueno Chaves y Antônia Fausta Rodrigues Pacheco Chaves. Se casó con Adélia da Silva Prado, hija de Martinho y Veridiana da Silva Prado.  Con ella tuvo 11 hijos: Anezia Pacheco Chaves, Eponina Prado Chaves, Fernando Pacheco Chaves, Maria Fonseca Chaves, Lucilia Pacheco Chaves, Jorge Pacheco e Chaves, Elias Chaves, Eduardo Pacheco e Chaves, Raul Pacheco Chaves, Elias Antonio Pacheco Chaves y Antonio Caio Pacheco Chaves.
Fue un importante productor de café en la época de la Primera República o República Velha, destacando por su defensa de las políticas conservadoras, ocupando el cargo de jefe de policía de São Paulo en 1876. Además, al año siguiente, en 1877, fue elegido diputado general.
Además de su vida política, Elías participó directamente en la política cafetera que guiaba el país en la época. Junto a su cuñado, Antônio da Silva Prado, fue socio de la Companhia Prado e Chaves, importante exportadora de café brasileño, y también invirtió en el sector inmobiliario.
Uno de los mayores logros de Elias Chaves para la ciudad de São Paulo fue la construcción de un palacio que inicialmente llevó su nombre, pero que hoy se conoce como Palácio dos Campos Elíseos, situado en la Avenida Rio Branco, en el centro de la ciudad. Al viajar con frecuencia a Europa, se cree que su principal inspiración para su palacio fue el castillo renacentista Écouen, situado cerca de la ciudad de París, construido en 1535. 
Su carrera política no se limitó a ser jefe de policía y diputado. Elias Chaves fue también dos veces presidente de la provincia de São Paulo, entre 1885 y 1886, nombrado por carta imperial.  Su primer mandato tuvo lugar del 2 de septiembre al 19 de octubre de 1885 y el segundo del 16 de julio al 26 de julio de 1886.
Elias Antônio Pacheco Chaves es el padre del aviador brasileño Eduardo Pacheco e Chaves, que fue uno de los pioneros de la profesión brasileña en aventurarse en vuelos que conectaban las ciudades de São Paulo y Río de Janeiro; São Paulo y Santos; y Río de Janeiro y Buenos Aires.